# Детлеф Лозе
Детлеф Лозе (нар. 15 вересня 1963, Гамбург) — німецький фізик, професор кафедри фізики рідин Університету Твенте (Нідерланди).

## Біографія
Лозе навчався в Кільському університеті та Університеті Бонна, який закінчив у 1989 році, отримавши ступінь з фізики. У 1992 році він здобув ступінь доктора філософії (PhD) в Університеті Марбурга. З 1993 по 1995 роки працював постдокторантом у Чиказькому університеті під керівництвом Лео Каданоффа. У 1997 році здобув габілітацію з теоретичної фізики в Університеті Марбурга, досліджуючи явище сонолюмінесценції. У 1998 році очолив групу фізики рідин в Університеті Твенте. Лозе також був зовнішнім членом Інституту динаміки та самоорганізації Макса Планка в Геттінгені (Німеччина). З 2016 року є співзасновником Центру складної динаміки рідин Макса Планка при Університеті Твенте.
Одружений, має двох дітей.

## Наукова робота та визнання
Наукові інтереси Лозе охоплюють турбулентність і двофазні потоки, теплову конвекцію, гранульовані потоки, мікро- та нанофлюїдику, а також біомедичне застосування бульбашок.
Він опублікував понад 700 рецензованих статей, з яких понад 160 — у Journal of Fluid Mechanics, що робить його найбільш плідним автором цього журналу.

## Нагороди
- Премія Спінози (2005) за дослідження у сфері турбулентності, теплової конвекції, багатофазних потоків, мікрофлюїдики та сонолюмінесценції
- Лицарське звання в Ордені Нідерландського Лева (2010)[7]
- Премія Бетчелора (2012)
- Премія з динаміки рідин (2017)
- Премія Бальцана (2018)
- Медаль Макса Планка (2019)

### Членство в організаціях
- Член Королівської академії мистецтв і наук Нідерландів (з 2005 року)
- Член Національної інженерної академії США (з 2017 року)
- Дійсний член Американського фізичного товариства